# TU Волос Вероники
TU Волос Вероники (лат. TU Comae Berenices) — одиночная переменная звезда в созвездии Волос Вероники на расстоянии приблизительно 14449 световых лет (около 4430 парсек) от Солнца. Видимая звёздная величина звезды — от +14,6m до +12,9m.

## Характеристики
TU Волос Вероники — жёлто-белая пульсирующая переменная звезда типа RR Лиры (RRAB) спектрального класса A8-F4. Эффективная температура — около 6729 K.